# Challenger de Meerbusch
El Maserati Challenger es un torneo de tenis celebrado en Meerbusch, Alemania desde 2013. El evento forma parte del ATP Challenger Tour y se juega en canchas de tierra batida.

## Finales anteriores

### Individuales
| Año  | Campeón                    | Finalista             | Resultado      |
| ---- | -------------------------- | --------------------- | -------------- |
| 2021 | Marcelo Tomás Barrios Vera | Juan Manuel Cerúndolo | 7–67, 6–3      |
| 2020 | No celebrado               | No celebrado          | No celebrado   |
| 2019 | Pedro Sousa                | Peđa Krstin           | 7–64, 4–6, 6–3 |
| 2018 | Filip Horanský             | Jan Choinski          | 6–77, 6–3, 6–3 |
| 2017 | Ricardo Ojeda Lara         | Andreas Haider-Maurer | 6–4, 6–3       |
| 2016 | Florian Mayer              | Maximilian Marterer   | 7–62, 6–2      |
| 2015 | Andreas Haider-Maurer      | Carlos Berlocq        | 6–2, 6–4       |
| 2014 | Jozef Kovalík              | Andrey Kuznetsov      | 6–1, 6–4       |
| 2013 | Jan Hájek                  | Jesse Huta Galung     | 6–3, 6–4       |

### Dobles
| Año  | Campeón                            | Finalista                             | Resultado          |
| ---- | ---------------------------------- | ------------------------------------- | ------------------ |
| 2021 | Szymon Walków Jan Zieliński        | Dustin Brown Robin Haase              | 6–3, 6–1           |
| 2020 | No celebrado                       | No celebrado                          | No celebrado       |
| 2019 | Andre Begemann Florin Mergea       | Sriram Balaji Vishnu Vardhan          | 7–61, 6–74, [10–3] |
| 2018 | David Pérez Sanz Mark Vervoort     | Grzegorz Panfil Volodymyr Uzhylovskyi | 3–6, 6–4, [10–7]   |
| 2017 | Kevin Krawietz Andreas Mies        | Dustin Brown Antonio Šančić           | 6–1, 7–65          |
| 2016 | Mikhail Elgin Andrei Vasilevski    | Sander Gillé Joran Vliegen            | 7–66, 6–4          |
| 2015 | Dustin Brown Rameez Junaid         | Wesley Koolhof Matwé Middelkoop       | 6–4, 7–5           |
| 2014 | Matthias Bachinger Dominik Meffert | Maoxin Gong Hsien-yin Peng            | 6-3, 3-6, 10-6     |
| 2013 | Rameez Junaid Frank Moser          | Dustin Brown Philipp Marx             | 6-3, 7-64          |